# Egga-Spiel

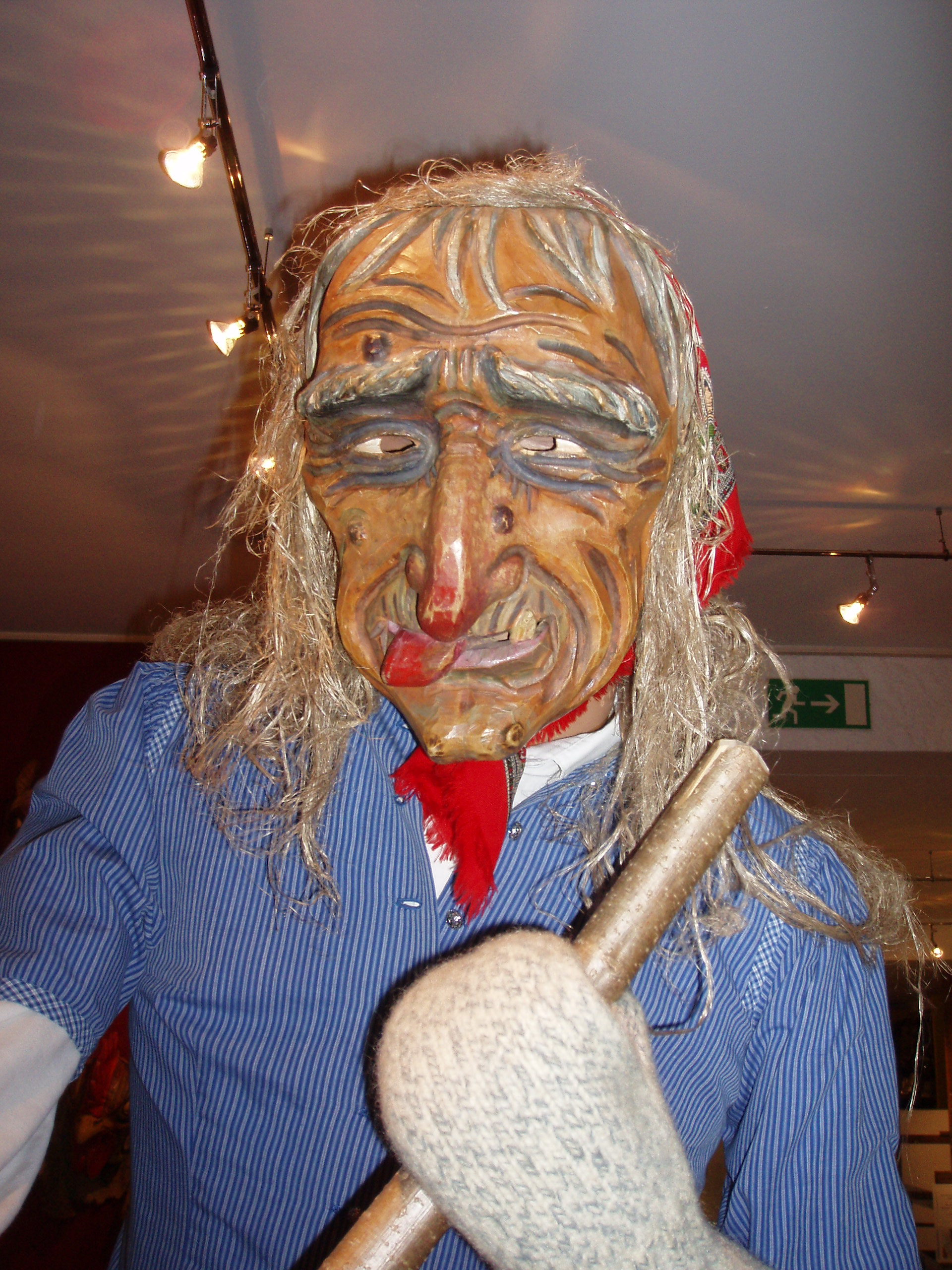
Hexenmaske zum Egga-Spiel

Das Egga-Spiel ist ein Fasnachts-Brauchtum in Sonthofen. Das Schauspiel wird alle drei Jahre am sogenannten Funkensonntag aufgeführt.

## Ursprung
Das Egga-Spiel geht auf eine Veröffentlichung des Historikers und Schriftstellers Felix Dahn aus dem Jahr 1863 zurück, die der „Heimatdienst Sonthofen“ (ein Heimat- und Brauchtumspflegeverein) 1955 aufgriff. Der Heimatdienst lässt seither das Spiel alle drei Jahre (zuletzt am 10. März 2019) am Funkensonntag aufführen. Das ist der erste Sonntag nach Aschermittwoch, also eigentlich schon der erste Fastensonntag („Invocavit“). Dieser Tag ist aber der letzte Tag der im alemannischen Raum noch verbreitet erhaltenen Alten Fastnacht („Bauernfasnacht“). Dahn führte das Spiel auf vorchristlich-alemannische Bräuche zurück. Es soll den Kampf der Menschen mit den Naturgewalten symbolisieren. Das Egga-Spiel wird unter der Regie des Heimatdienstes veranstaltet. Das Egga-Spiel ist eines der wenigen gelungenen Versuche von Brauchtumsvereinen und Heimatpflegern im Allgäu, ehemalige Bräuche dauerhaft wieder zu beleben.

## Inhalt
Die Darsteller, ausschließlich junge Männer, sind entsprechend ihrer Rolle verkleidet und tragen große aus Holz geschnitzte Gesichtsmasken. Unmittelbar vor dem Spiel ziehen sie als Gruppe unter musikalischer Begleitung durch die Innenstadt bis zur Markthalle, vor welcher das Egga-Spiel aufgeführt wird.
In dem Spiel treten die Figuren Bauer, Bäuerin, Bue (Junge), Föhl (Mädchen), Knecht, Magd, Pferde, Kuh, Molle (Jungrind), Katze, Hund, Sau (Schwein), Gockeler (Hahn) und Geißbock auf, insgesamt 17 Mitwirkende. Das Spiel ist eine Pantomime, es wird also dabei nichts gesprochen. Nur der Herold kommentiert das Geschehen.
Der Bauer und die Bäuerin beginnen mit der Arbeit auf dem Feld. Nach einer Weile erscheint eine Hexe, zerstört die getane Arbeit und die Speisen. Die Hexe symbolisiert hierbei die der Natur angeblich innewohnenden bösen Mächte, die früher für Missernten und anderes Unglück verantwortlich gemacht wurden. Die Hexe stiftet Verwirrung, vertreibt das Vieh und „eckt einfach an allen Ecken und Enden an“ (daher rührt der Name des Spiels). Daraufhin wird sie gejagt, gefangen und ins "Gefängnis" – einen Sautrog – gesperrt.  Durch das anschließende symbolische Verbrennen im Funkenfeuer wird der Hexe, und im weiteren Sinn damit auch dem heidnischen Glauben, das Ende bereitet.
Die Masken sind während des restlichen Jahres im Heimathaus Sonthofen ausgestellt.

## Galerie

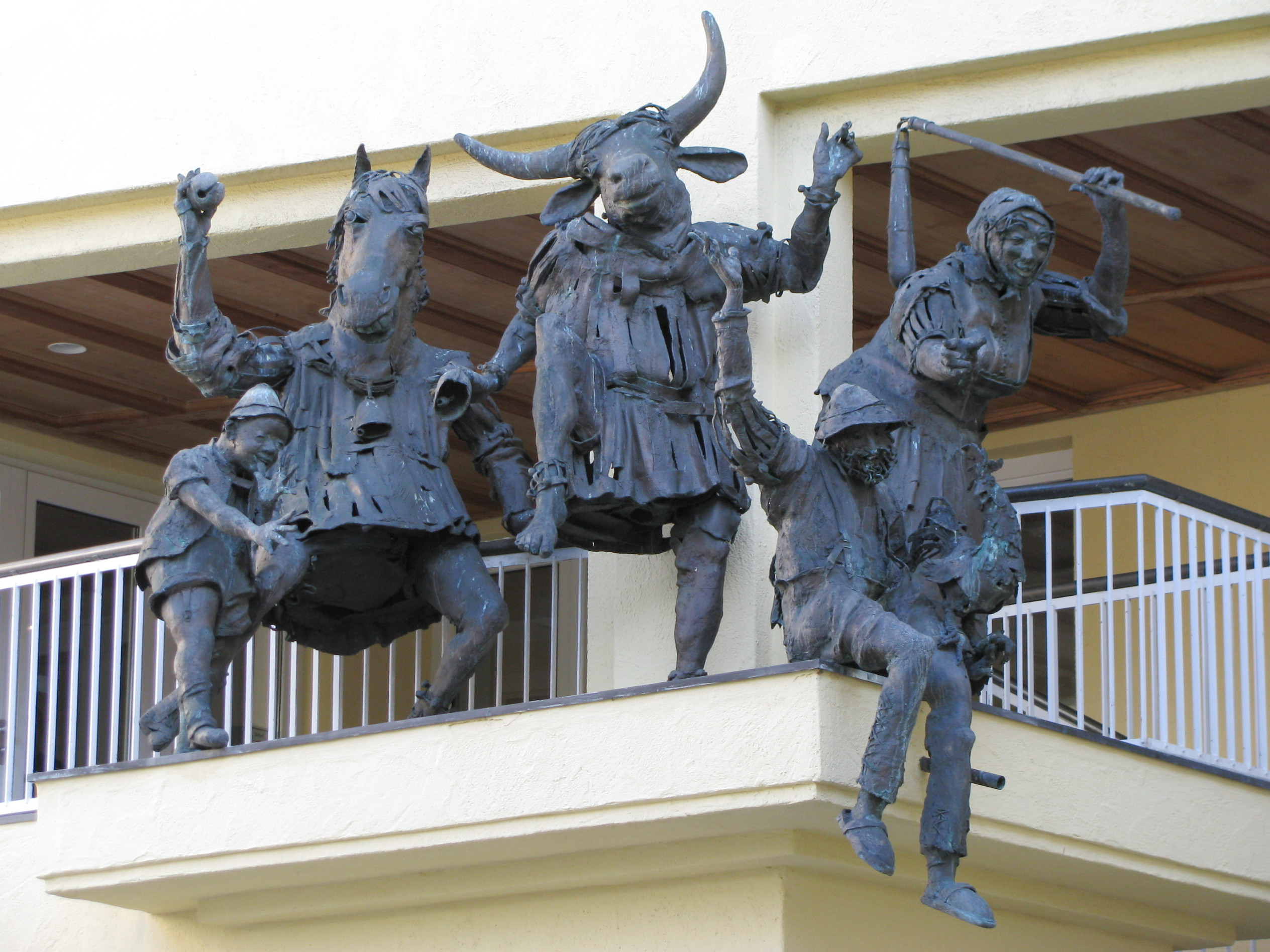
Figuren vor dem Rathaus in Sonthofen

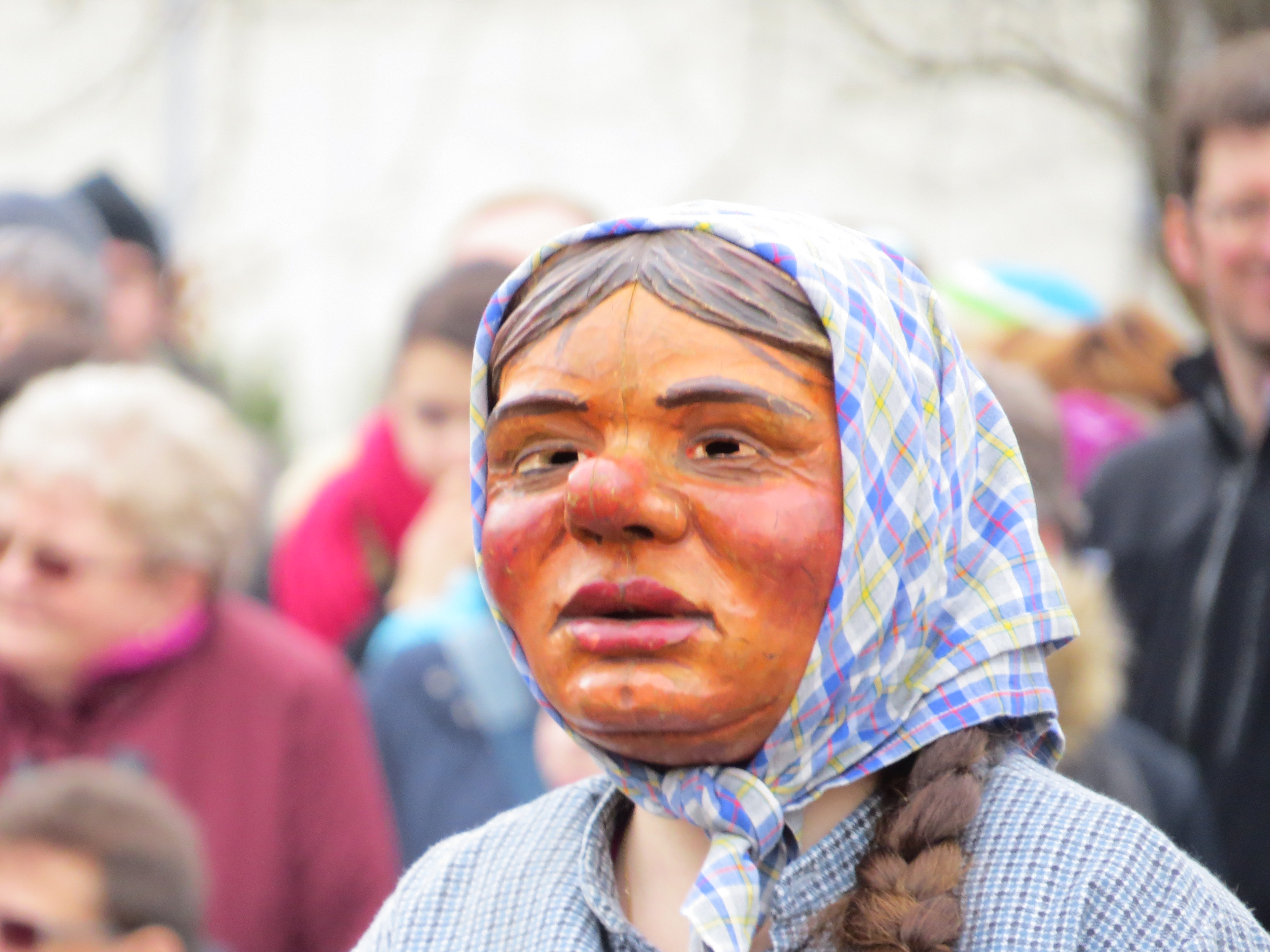
die Bäuerin
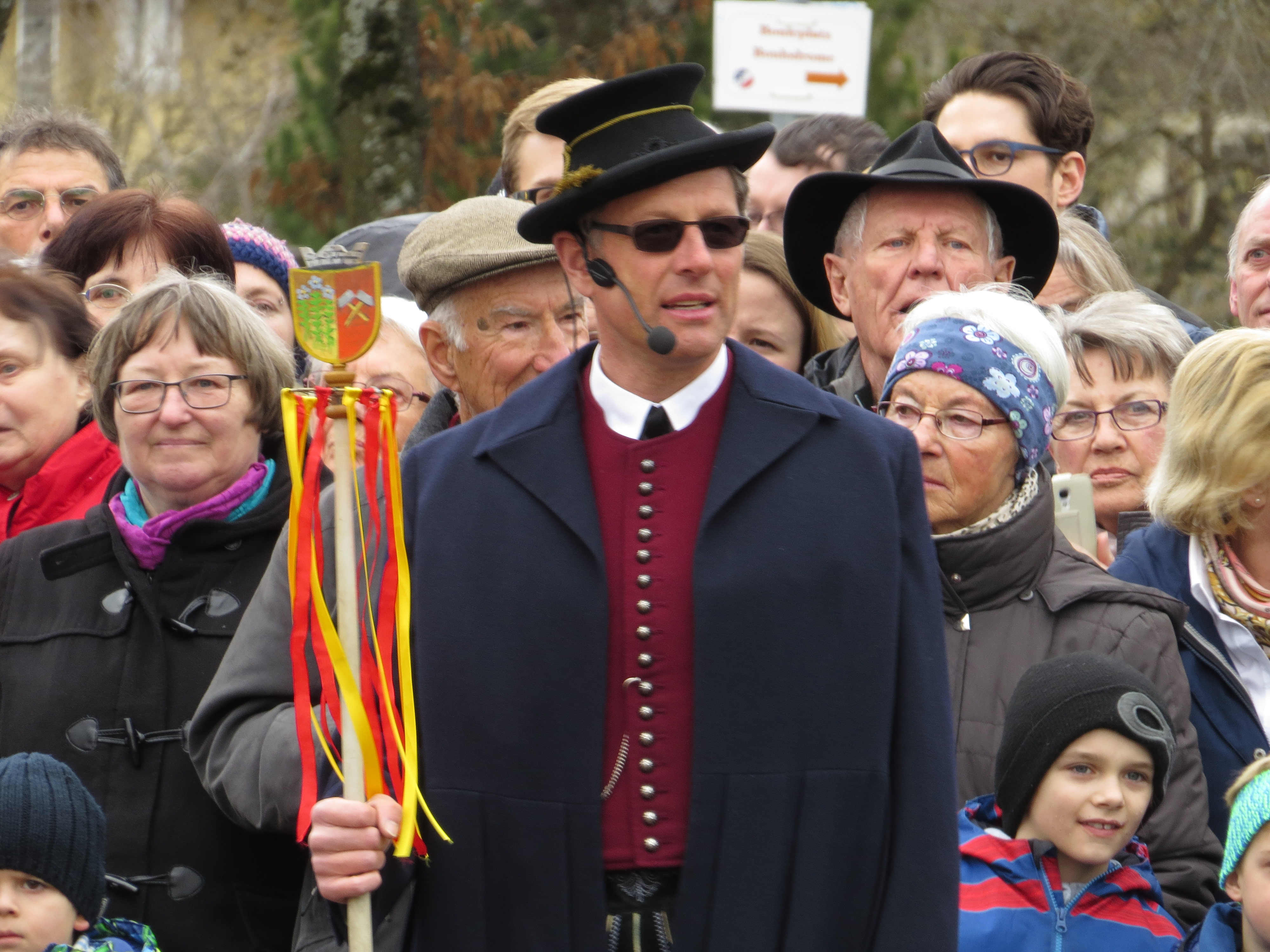
der Herold
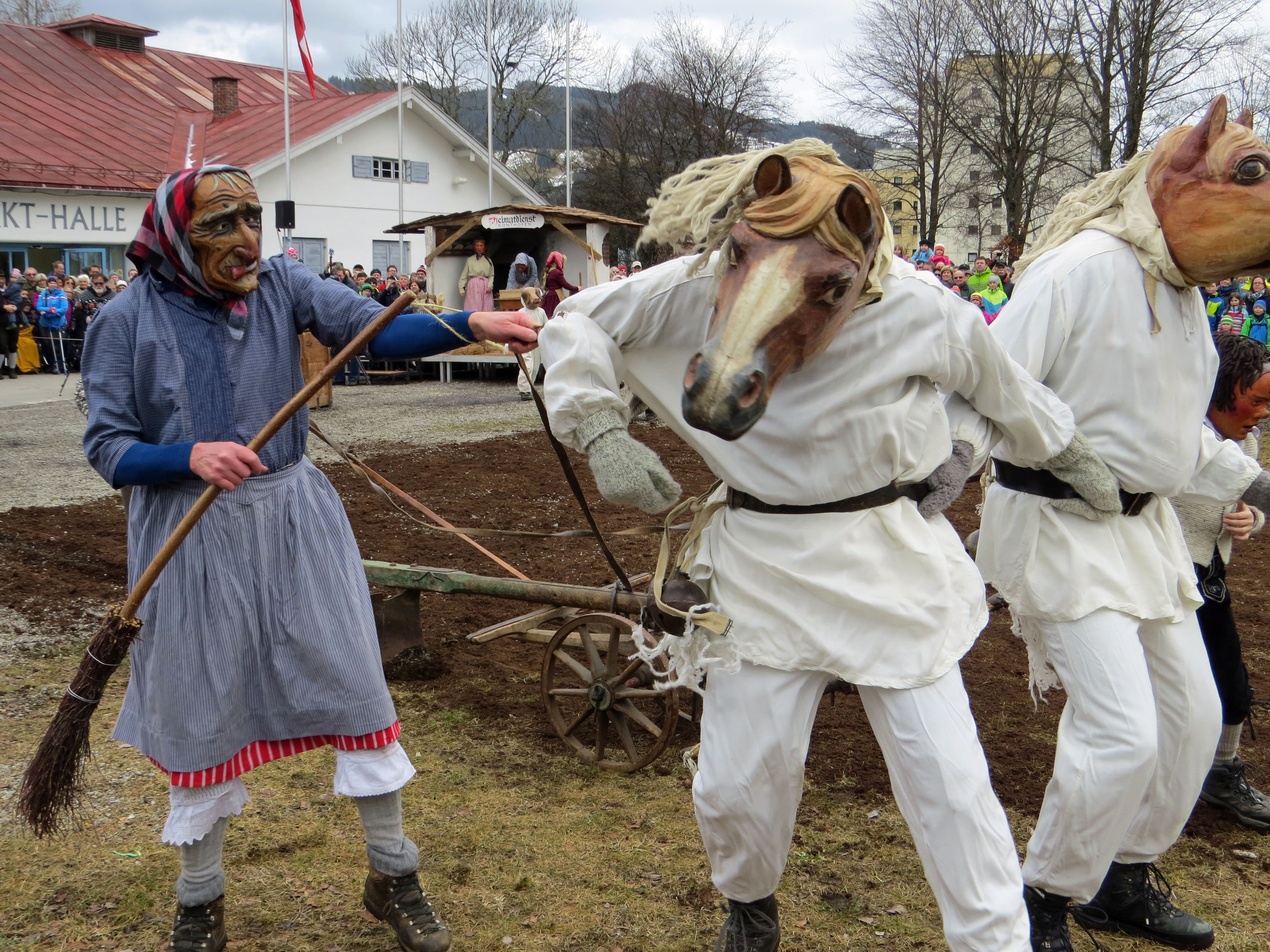
die Hexe macht die Pferde scheu
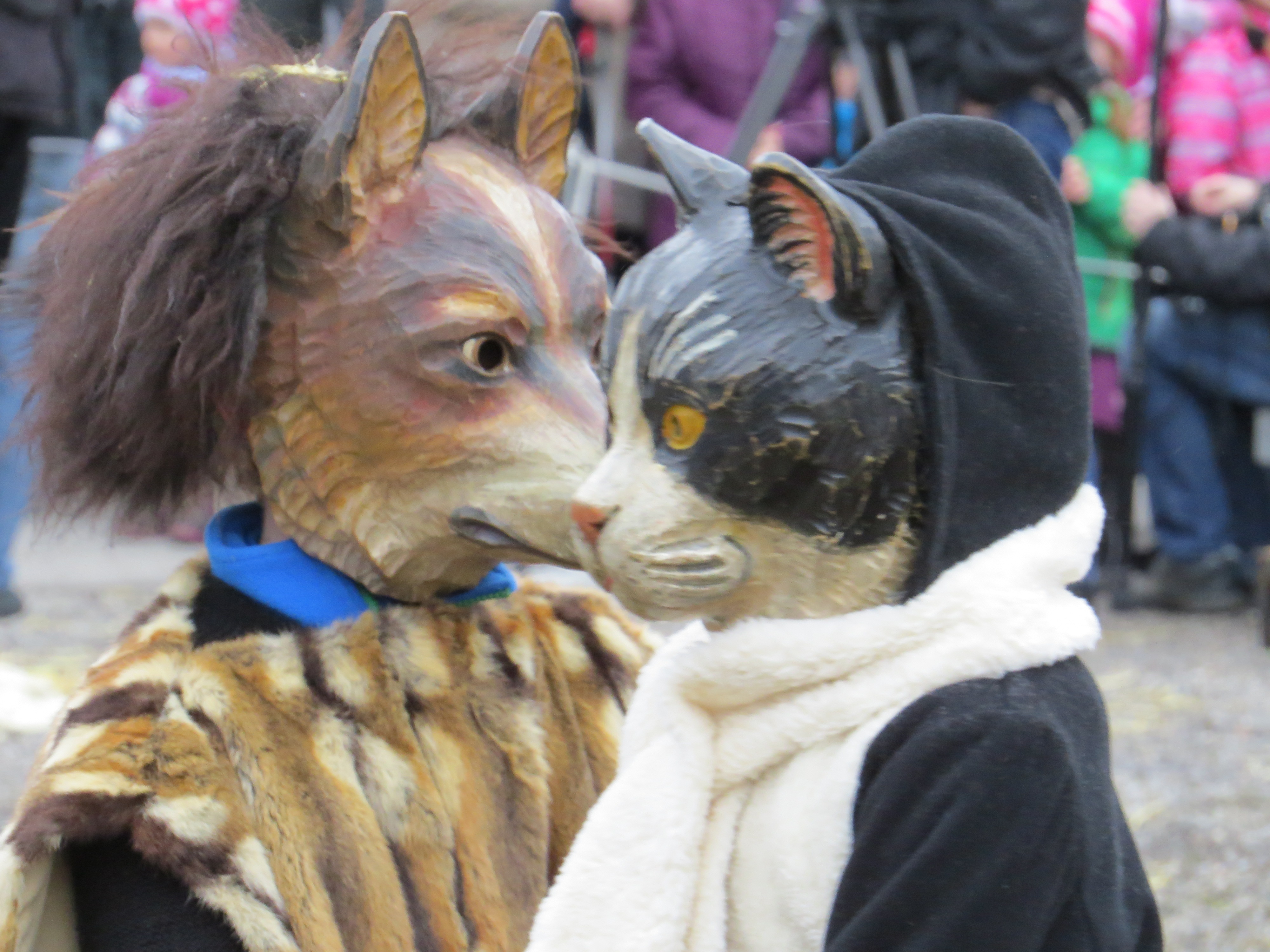
Hund und Katz
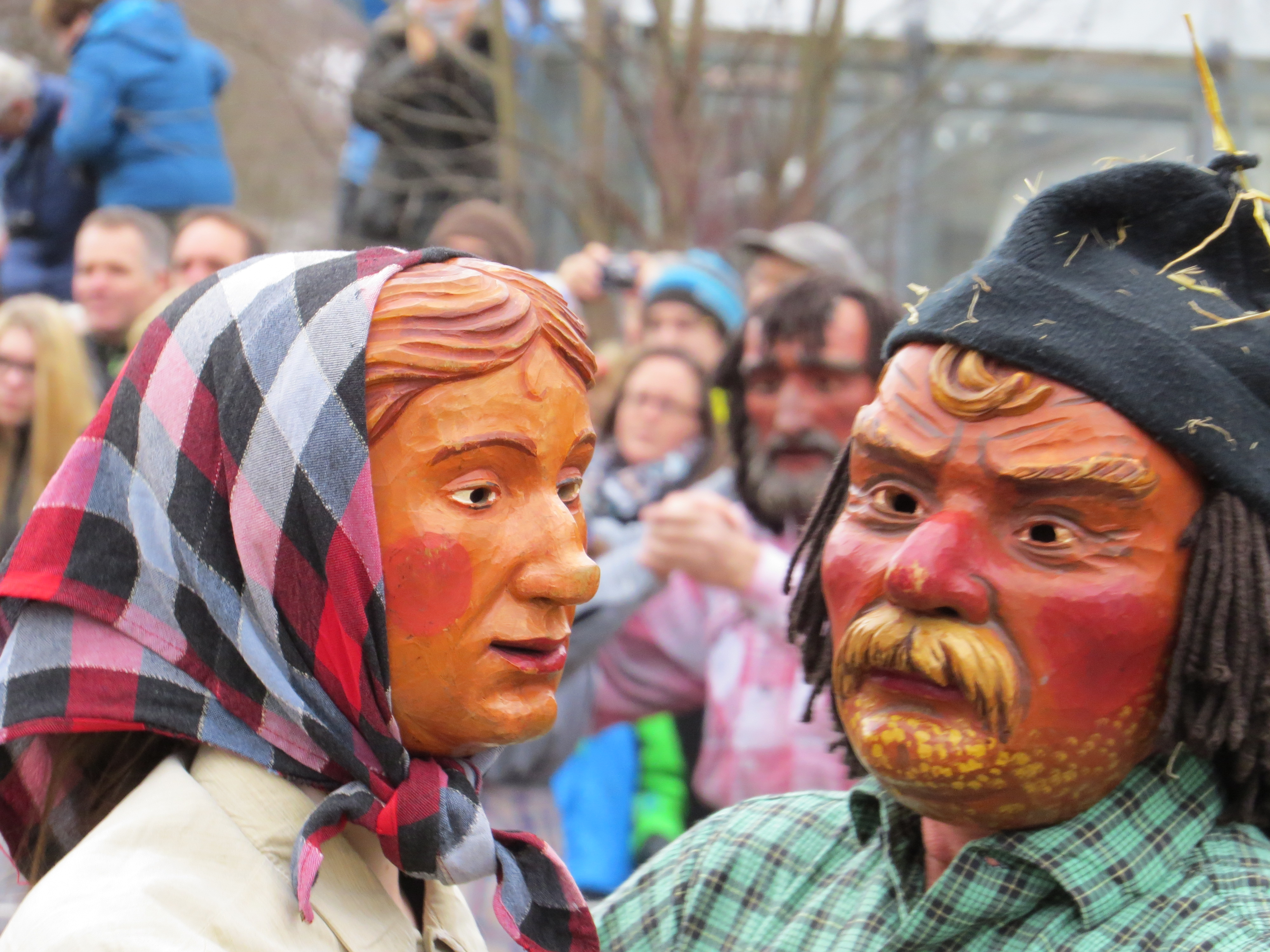
Magd, Knecht und Bauer
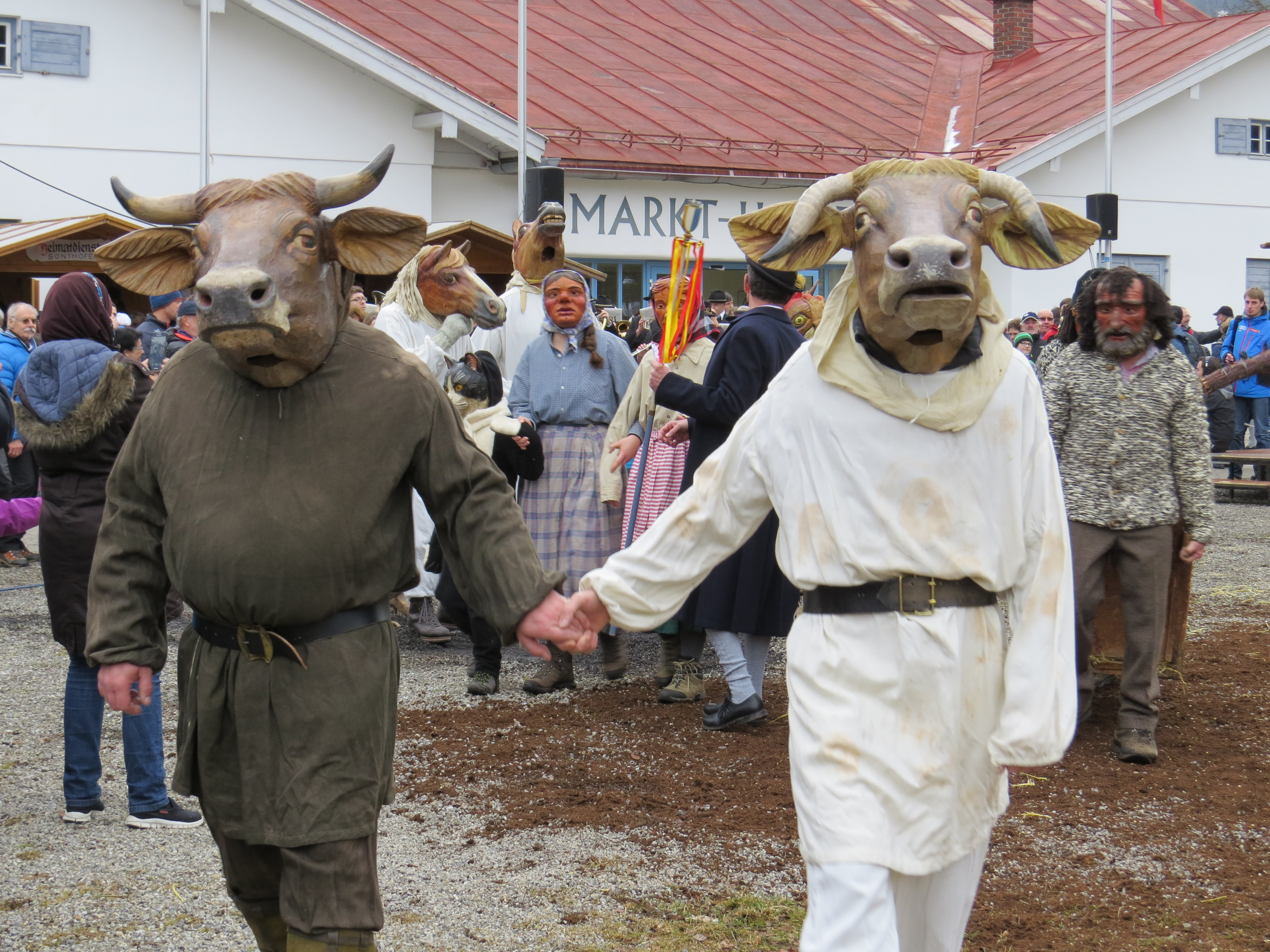
die Mollen
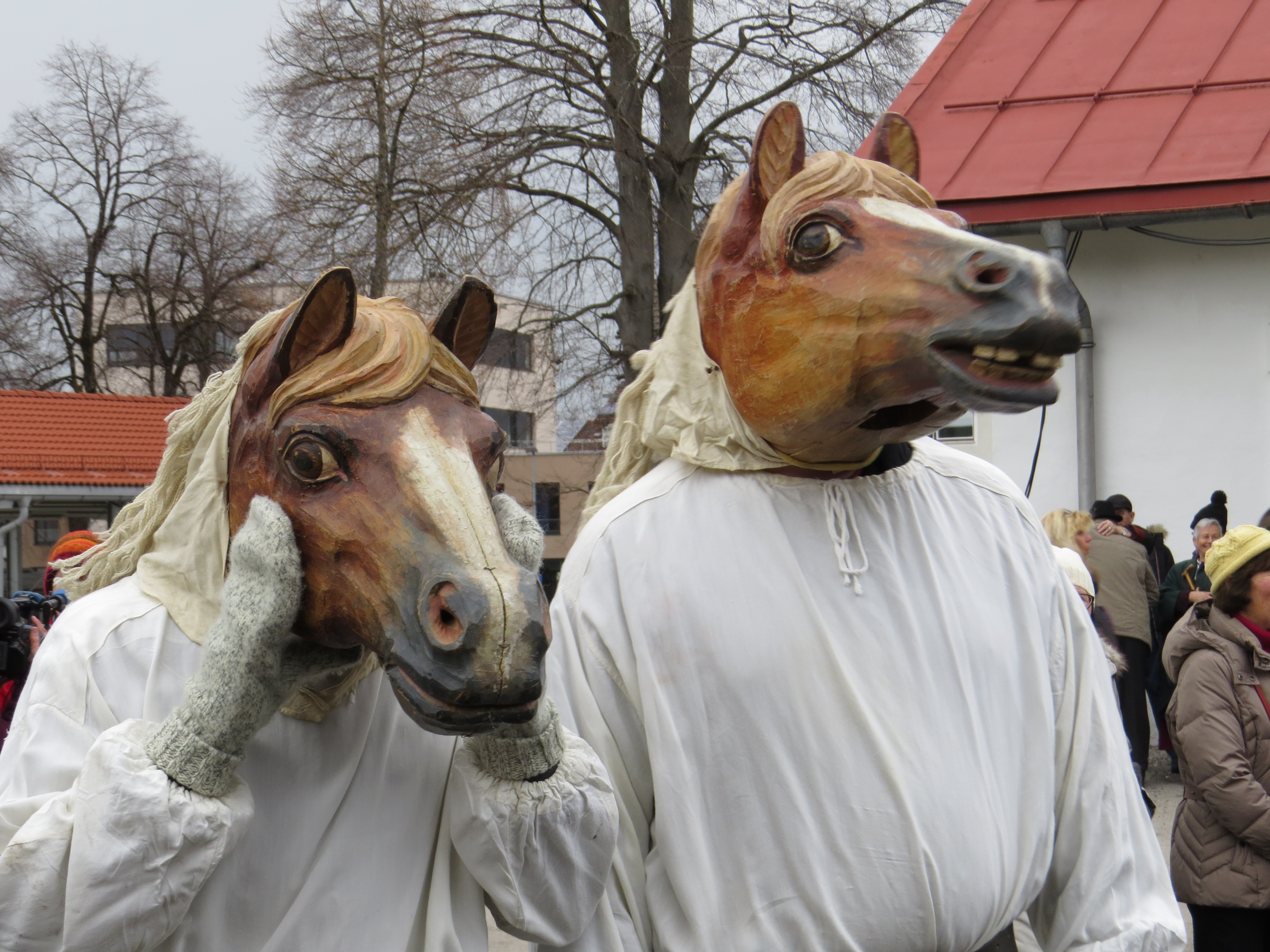
die Pferde
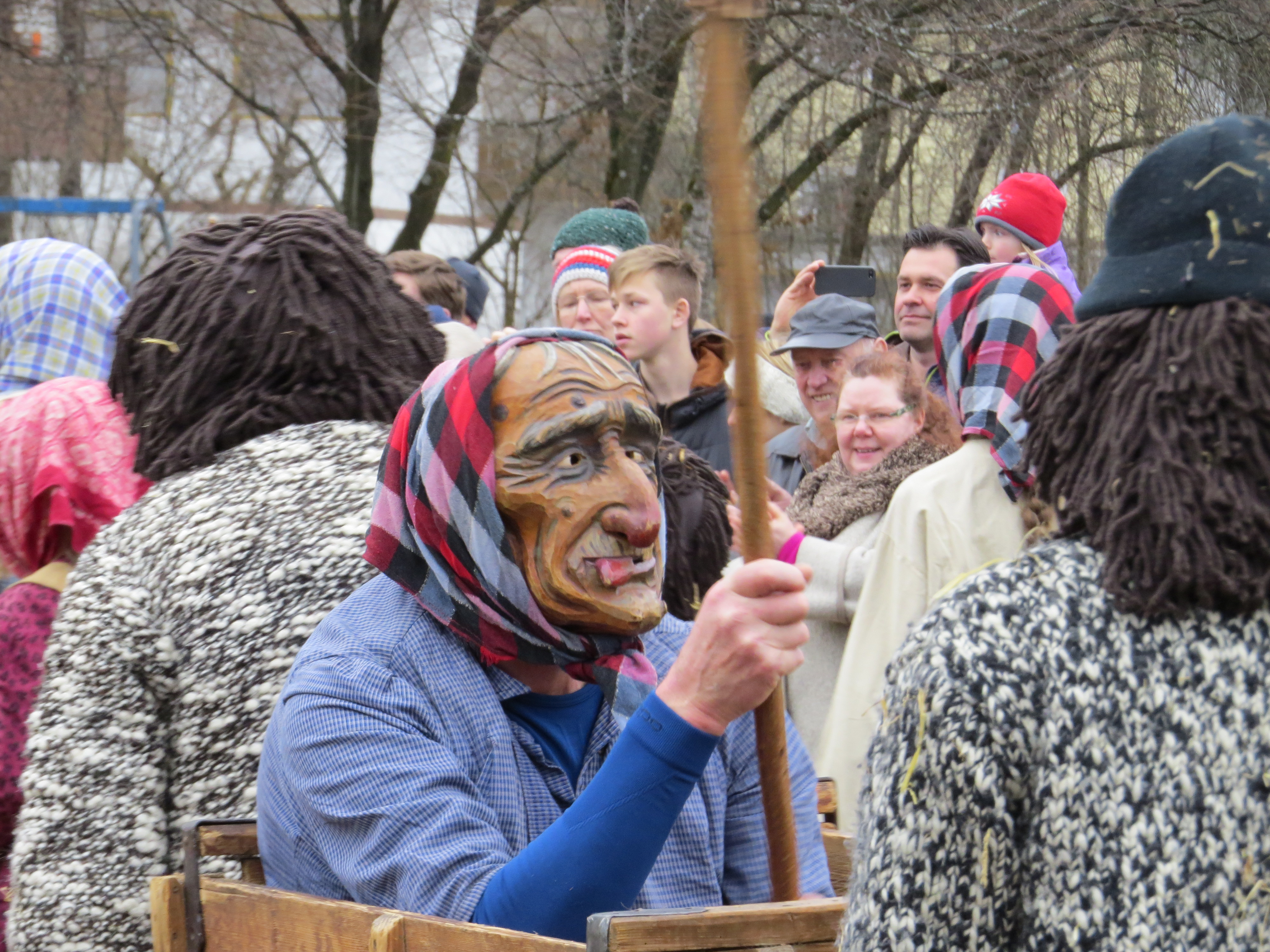
die gefangene Hexe
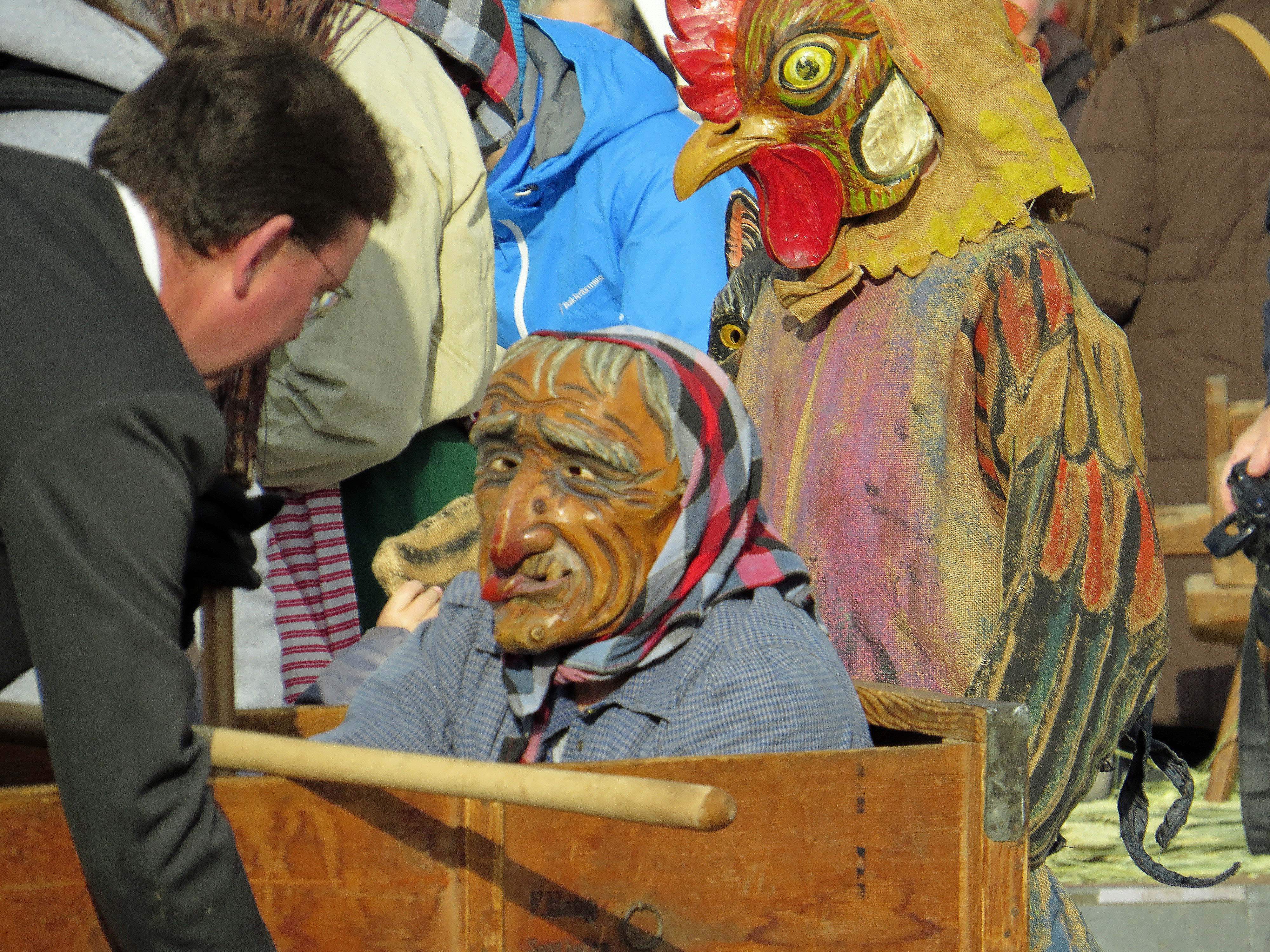
die Hexe ist gefangen
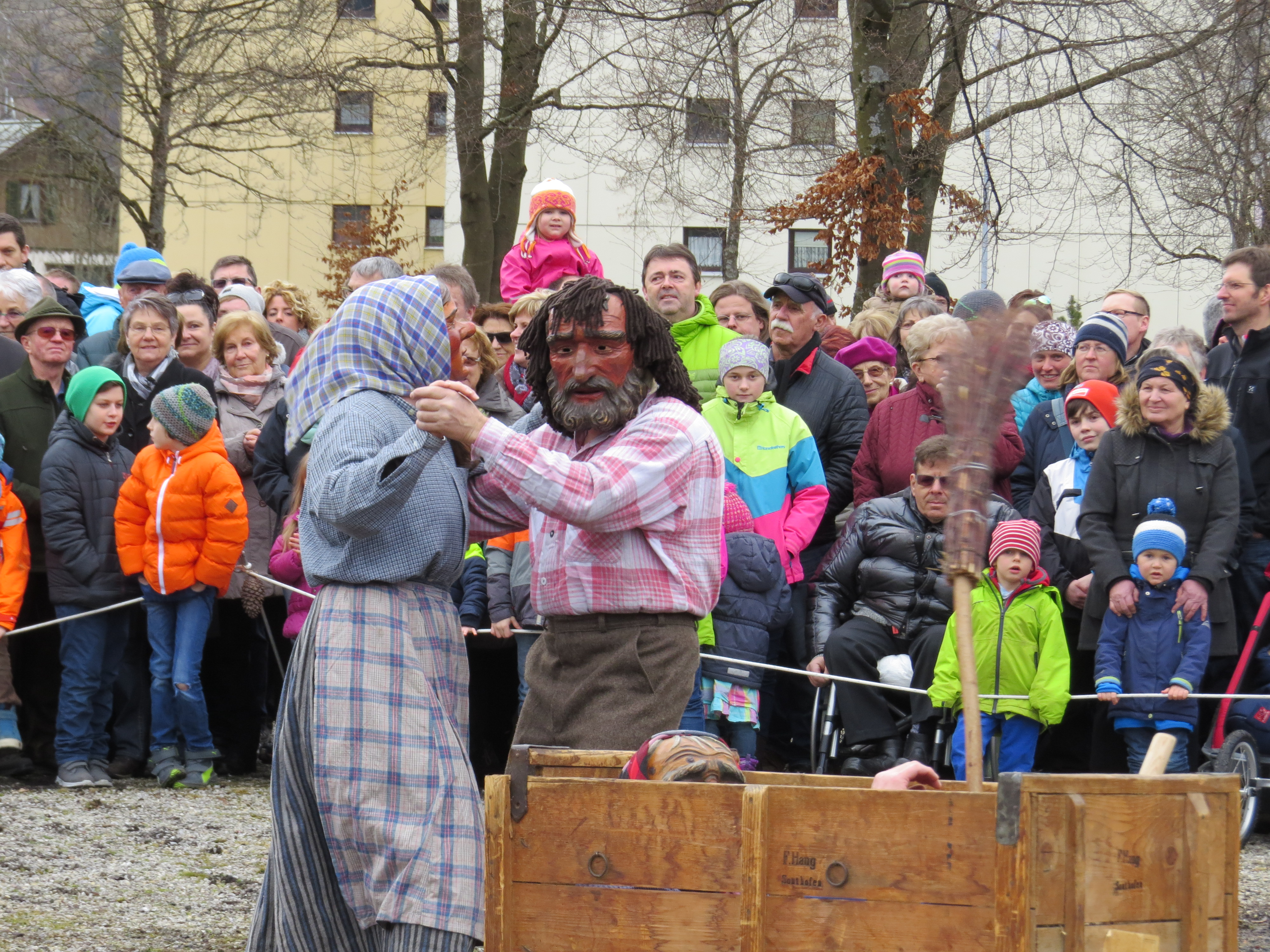
Freudentanz

## Eggaspiel-Brunnen
Ein vom Bildhauer Joseph Michael Neustifter aus Eggenfelden gestalteter Brunnen vor dem Sonthofener Rathaus stellt einige der Spielfiguren dar.